# Strucut, Cluj
Strucut (în maghiară Stinkut) este un sat în comuna Ceanu Mare din județul Cluj, Transilvania, România.
Localitatea actuală nu apare pe Harta Iosefină a Transilvaniei din 1769-1773 (Sectio 096). 
Prin Legea nr. 2 din 20 decembrie 1968, privind organizarea administrativa a teritoriului Republicii Socialiste România, la satul Strucut a fost alipit satul Gherea, care a fost desființat prin contopire.